# Вудлон (округ Балтимор, Мериленд)
Вудлон (енгл. Woodlawn, Baltimore County) насељено је место без административног статуса у америчкој савезној држави Мериленд.

## Демографија
По попису из 2010. године број становника је 37.879, што је 1.8 (5,0%) становника више него 2000. године.
| Група             | 2000.          | 2010.          |
| Белци             | 13.532 (37,5%) | 8.109 (21,4%)  |
| Афроамериканци    | 18.581 (51,5%) | 23.301 (61,5%) |
| Азијати           | 2.243 (6,2%)   | 3.387 (8,9%)   |
| Хиспаноамериканци | 849 (2,4%)     | 2.192 (5,8%)   |
| Укупно            | 36.079         | 37.879         |